# Antonov An-140
El Antonov An-140 es un avión comercial turbopropulsado, diseñado por Antonov como reemplazo del An-26, que voló por primera vez el 17 de septiembre de 1997.
El avión fue desarrollado y fabricado con la colaboración de Rusia, en detrimento del desarrollo del Il-114. Tiene capacidad para transportar 50 pasajeros.
El avión se fabricaba en dos líneas de producción, una ubicada en Járkov, Ucrania por KSAMC y la otra en Samara, Rusia, en la planta aeronáutica "AVIACOR", donde se llevaba a cabo el ensamblaje final.
Irán compró una licencia de producción en 2003 para fabricar el An-140 como HESA Ir.An-140. Se planeaba construir 80 aviones, pero la producción se detuvo en 2006 por problemas financieros, tras haber entregado sólo 12 unidades, de las cuales 4 sufrieron accidentes.

## Actualidad

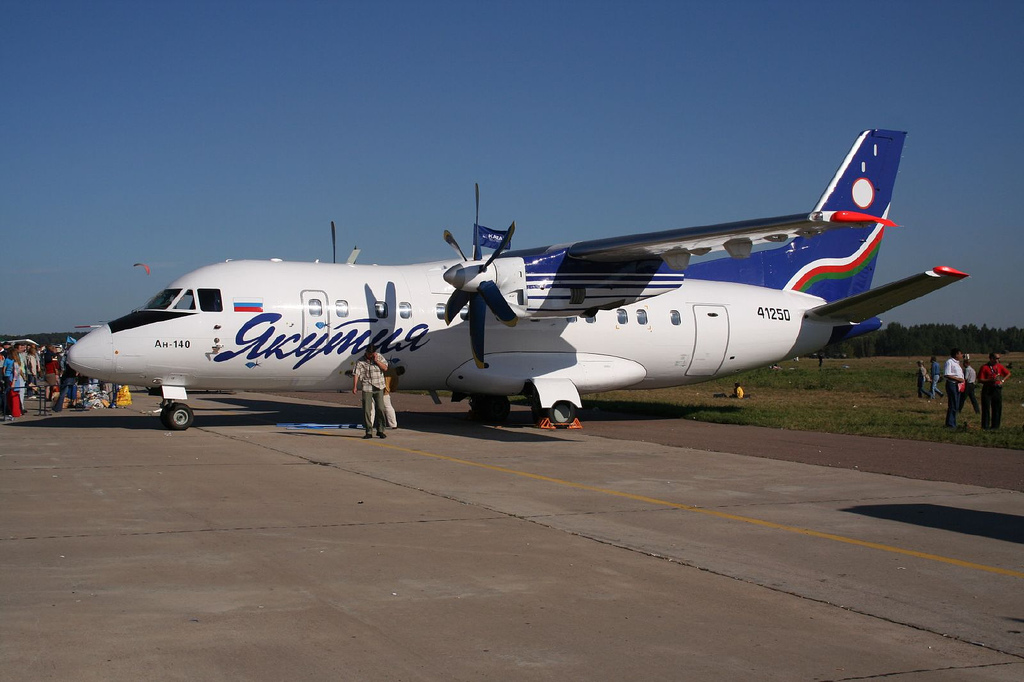
Antonov An-140 con los colores de Yakutia Airlines.

El futuro del An-140 es incierto. En la actualidad, la fabricación del An-140 está paralizada debido a las sanciones impuestas por Ucrania a varios de los proyectos ruso-ucranianos por la anexión de Crimea y el conflicto armado en el este ucraniano. La situación de tensión política y militar ha ocasionado que Ucrania congele producción de aviones a Rusia y esta se retire del proyecto y se concentre en retomar la producción del Il-114 para no depender de proveedores extranjeros.

## Usuarios civiles

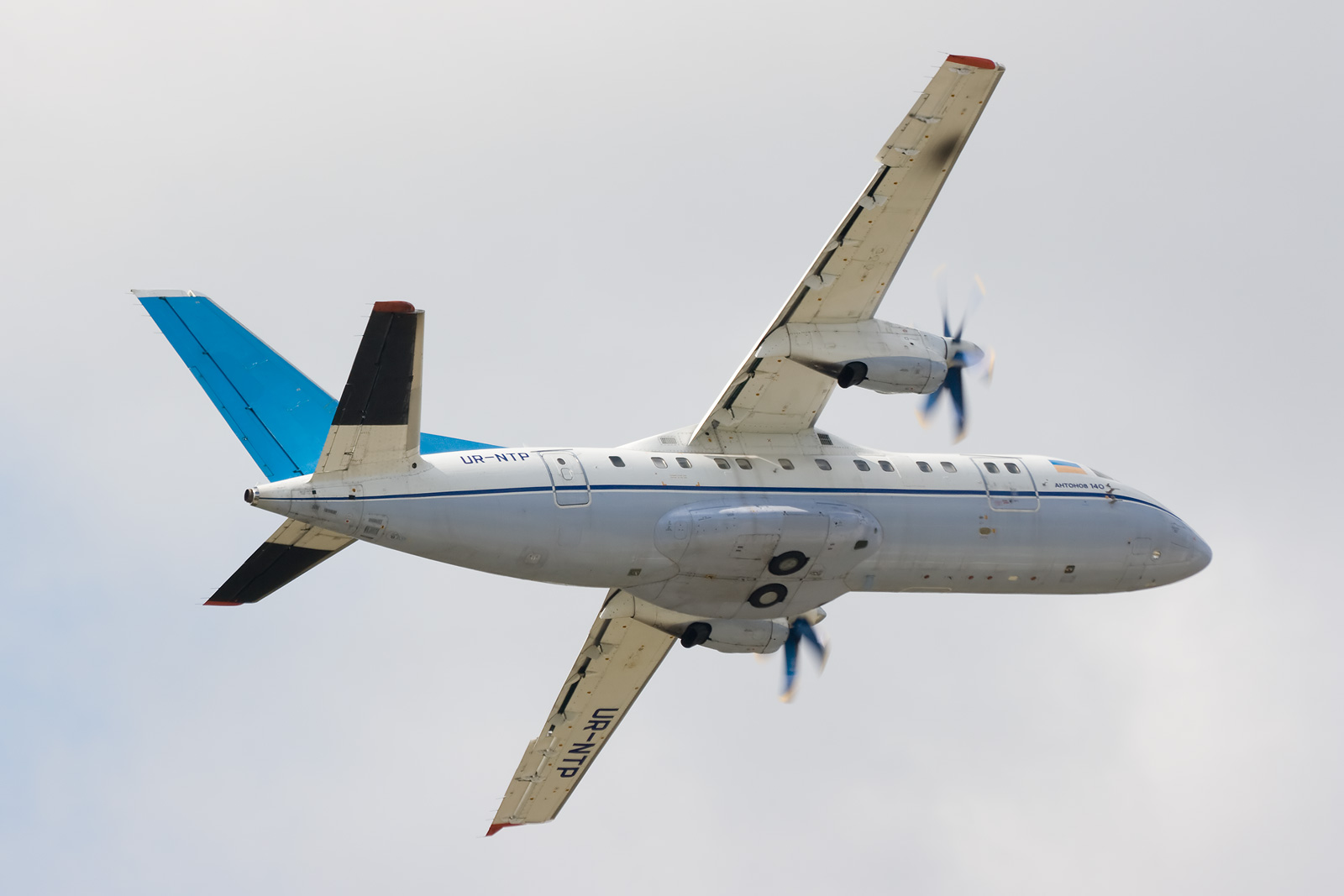
Antonov An-140. Gostomel, Ucrania, 2008.

En septiembre de 2008 un total de 27 aviones Antonov An-140 están en servicio, con 1 unidad pedida a mayores. El avión es actualmente operado por:
| Aerolínea                     | En servicio | Pedido |
| ----------------------------- | ----------- | ------ |
| Antonov Design Bureau         | 3           | 0      |
| Azerbaijan Airlines           | 2           | 1      |
| Ilyich-Avia                   | 2           | 0      |
| Motor Sich                    | 3           | 0      |
| Air Libya Tibesti             | 5           | 0      |
| Samara Airlines               | 0           | ?      |
| Ministerio de Defensa (Rusia) | 0           | 7      |
| Safiran Airlines              | 2           | 0      |
| Iran Air Tours                | 4           | 4      |
| Total                         | 25          | 16     |

### Antiguos Operadores
| Rusia - Yakutia (4) |

## Especificaciones

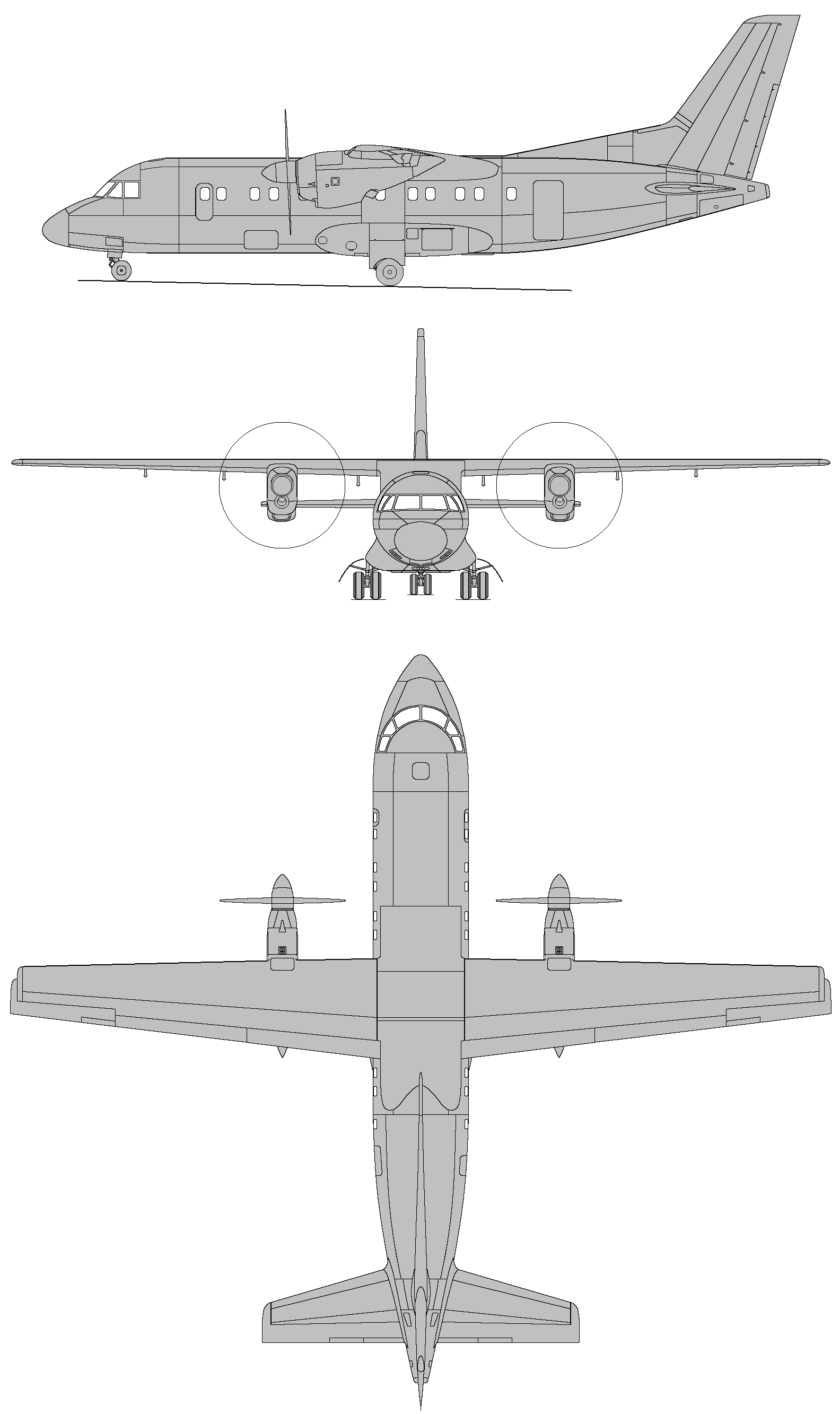

### Características generales
- Tripulación: 2
- Capacidad: 52 pasajeros
- Longitud: 22,6 m (74,1 ft)
- Envergadura: 24,5 m (80,4 ft)
- Altura: 8,2 m (27 ft)
- Superficie alar: 51 m² (549 ft²)
- Peso vacío: 12 810 kg (28 233,2 lb)
- Peso máximo al despegue: 21 500 kg (47 386 lb)
- Planta motriz: 2× turbohélice Klimov TV3-117VMA-SBM1 o Pratt & Whitney Canada PW127A.
  - Potencia: 1838 kW (2534 HP; 2499 CV) 1900 kW para P&W cada uno.

### Rendimiento
- Velocidad máxima operativa (Vno): 575 km/h (357 MPH; 310 kt)
- Velocidad crucero (Vc): 460 km/h (286 MPH; 248 kt)
- Alcance: 1380 km (745 nmi; 857 mi)
- Alcance en ferry: 3680 m (12 073 ft)
- Techo de vuelo: 7600 m (24 934 ft)
- Régimen de ascenso: 6,8 m/s (1344 ft/min)

## Accidentes
El An-140 se ha visto envuelto en tres accidentes. Dos de ellos tuvieron lugar en Irán (2002 y 2014) y el otro en Azerbaiyán (2005). En el más reciente estuvo involucrada una versión iraní del Antonov-140, que se estrelló el 10 de agosto de 2014 a las 09.45 hora local (06.15 GMT) minutos después de despegar, al sur del aeropuerto de Meharabad, cerca del estadio deportivo Azadí, en el sureste de Teherán. El avión pertenecía a la aerolínea iraní Taban Airlines y volaba desde Teherán a la ciudad de Tabas, en el este del país. Según las autoridades aeroportuarias iraníes, los fallecidos son 34 pasajeros adultos, tres niños, tres bebés y ocho miembros de la tripulación (el piloto, copiloto, dos azafatas, dos técnicos y dos miembros del equipo de seguridad). Ocho personas sobrevivieron al accidente.